# تاكيشي أوكادا
تاكيشي أوكادا (باليابانية: 岡田 武史) (مواليد 25 أغسطس 1956 في أوساكا) لاعب كرة قدم ياباني معتزل وحاليا مدرب منتخب اليابان.
قاد البلاد إلى التأهل إلى بطولة كأس العالم لكرة القدم لأول مرة في تاريخه عام 1998.

## مسيرته الكروية
لعب تاكيشي أوكادا خلال مسيرته الاحترافية مع نادِ واحدٍ في عشرة مواسم وسجل خلالها 9 أهداف ضمن 189 مباراة. ولم يفز بأي موسم بالكأس وفاز في موسم واحد بالدوري.
خاض تاكيشي أوكادا مسيرته مع نادي جيف يونايتد تشيبا في موسم 1980 ليلعب معه عشرة مواسم، مشاركًا في 189 مباراة سجل خلالها 9 أهداف.

## روابط خارجية
- تاكيشي أوكادا على موقع الاتحاد الدولي (مؤرشف)  (الإنجليزية)
- تاكيشي أوكادا على موقع قاعدة بيانات كرة القدم.إي يو (الإنجليزية)
- تاكيشي أوكادا على موقع ناشيونال فوتبول تيمز (الإنجليزية)
- تاكيشي أوكادا على موقع Soccerway.com (الإنجليزية)
- تاكيشي أوكادا على موقع عالم كرة القدم.نت (الإنجليزية)
- تاكيشي أوكادا على موقع كووورة